# Mihai Șerban

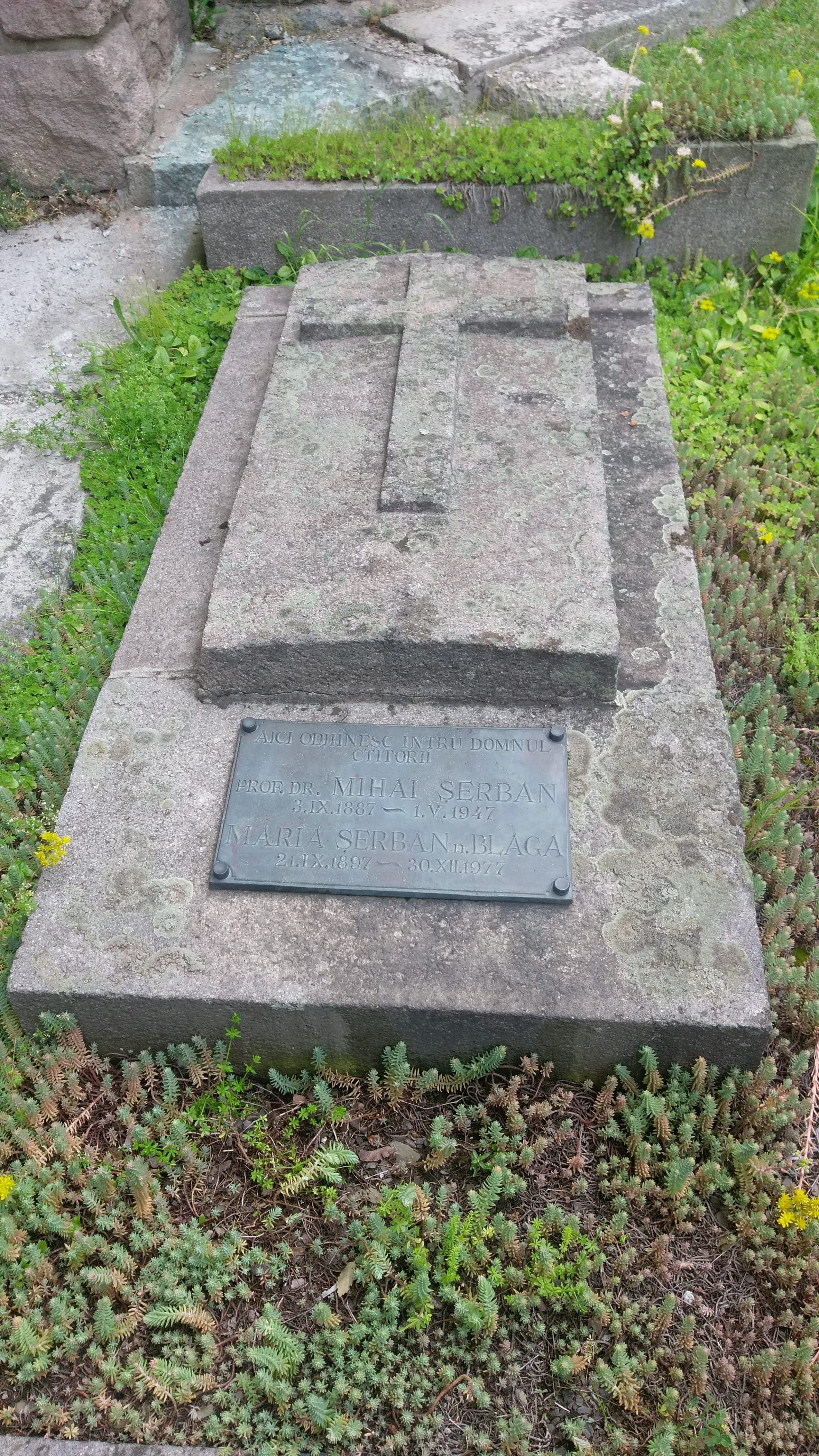
Mormântul lui Mihai Șerban alături de soția lui, Mărioara, de lângă biserica ortodoxă „Adormirea Maicii Domnului” din Tușnad

Mihai Șerban sau Mihai Adrian Șerban (n. 1887, Seghedin, Ungaria – d. 1947, Cluj, România) a fost un om politic român, agronom, profesor universitar. Delegat la Conferința de Pace de la Paris (1919) pentru chestiuni economice. După Unirea  Transilvaniei cu România, a fost numit, în august 1919, Director al Academiei de Agricultură din Cluj, unde a deținut funcțiile de rector și decan. A fost subsecretar de stat la Ministerul Agriculturii în 1932 și între 1938-1940, dar și subsecretar de stat pentru minorități, a fost președinte al Senatului învățământului superior agronomic din România, vicepreședinte al Comisiunii internaționale permanente a învățământului agricol. Membru marcant al Partidului Național Țărănesc și un apropiat al lui Iuliu Maniu. În 1928 a fost ales deputat, iar un an mai târziu, în 1929, a organizat Grupul parlamentar de agricultură. Membru al Frontului Renașterii Naționale (1935). Delegat la numeroase conferințe internaționale. Mihai Șerban a fost unul dintre promotorii agronomiei sociale în România.

## Origini
Mihai Adrian Șerban s-a născut la 22 august/3 septembrie 1887 la Szeged (Ungaria), fiind fiul judecătorului Mihai Șerban și al Justinei Roman (fiica lui Visarion Roman, directorul Băncii „Albina” de la Sibiu). A fost botezat în biserica ortodoxă română din Nădlac în care slujea bunicul său, George Șerban, de către preotul Vincențiu Marcovici.
Mihai Adrian Șerban provenea dintr-o veche familie românească, cu rădăcinile în Cernești, în Țara Chioarului, a cărei nobilitate a fost recunoscută în 5 mai 1609 de principele Gabriel Bathory (1608-1613). Din aceeași familie fac parte și alte personalități, precum regizorul Andrei Șerban.

## Studii
Mihai Șerban a absolvit liceul în orașul natal Szeged după care a urmat Academia de Înalte Studii Comerciale din Viena (licențiat în 1908) și Academia de Agricultură la Halle (unde a obținut diploma de inginer agronom în 1912). În 1914 la Berlin, a publicat lucrarea lui de doctorat în drept intitulată „Rumäniens Agrarverhältnisse”, iar apoi la București a publicat versiunea românească a lucrării, sub titlul „Problemele noastre social-agrare. Studiu din domeniul politicii economice și sociale”. Apreciind valoarea acestei lucrări, ilustrul istoric N. Iorga spunea: „Nu cunoaștem o altă lucrare care să cuprindă în aceleași limite un număr așa mare de fapte sigure și idei drepte asupra marii probleme agrare din România.“

## Activitatea didactică
După terminarea studiilor în străinătate s-a întors în România și în anul 1915 a primit postul de conferențiar la disciplina Economie rurală și politică agrară, Secția de Agricultură din cadrul Facultății de Științe a Universității din Iași.
După Unirea Transilvaniei cu România, a fost numit, în august 1919, Director al Academiei de Agricultură din Cluj, actuala Universitate de Științe Agricole și Medicină Veterinară. Exceptând un răstimp de cinci ani, între 1922-1927, a deținut prin alegere de către cadrele didactice funcțiile de rector și decan până la arbitrajul de la Viena din august 1940, când a demisionat.
Mihai Șerban a fost multă vreme președinte al Senatului învățământului agronomic superior din România, vicepreședinte al Comisiunii internaționale permanente a învățământului agricol, membru al conducerii Federației internaționale a „tehnicienilor” agronomi (ultimele două având sediul la Roma).

## Activitatea politică
În 1919 a fost delegat la Conferința de Pace de la Paris pentru problemele economice și sociale din Transilvania, fiind propus de Consiliul Dirigent de la Sibiu. Printre Delegația română de la Conferința de Pace de la Paris se numărau și alți transilvăneni ca experți ai situației existente în provincia proaspăt alipită țării: Alexandru Vaida-Voevod, Caius Brediceanu, căpitanul Pilat, Mihai Șerban, George Crișan, Ionel Mocioni, Ion Grigore, ing. Lazăr I. Iosif. În timpul conferinței a intrat în rândul masoneriei, odată cu ceilalți membri ai delegației românești.
A fost membru marcant al Partidului Național Țărănesc (1928), apropiat al lui Iuliu Maniu și al lui Alexandru Vaida-Voievod. În anul 1928 este ales deputat și senator, iar un an mai târziu, în 1929, fondează Grupul parlamentar de agricultură. Membru în Consiliul Superior Agronomic (1929). În guvernul condus de Alexandru Vaida-Voevod, Mihai Șerban a fost Subsecretar de Stat la Ministerul Agriculturii și Domeniilor o perioadă scurtă, între 7 iunie și 17 octombrie 1932 și Subsecretar de Stat al Președintelui Consiliului de Miniștri pentru Minorități (14 ianuarie – 9 noiembrie 1933). În guvernul condus de Constantin Argetoianu, Mihai Șerban a fost din nou subsecretar de stat la Ministerul Agriculturii și Domeniilor, între 28 septembrie și 23 noiembrie 1939, precum și în următorul guvern, condus de Gheorghe Tătărescu, între 24 noiembrie 1939 și 11 mai 1940, rămânând pe aceeași funcție și în guvernul din perioada 11 mai – 4 iulie 1940.
Membru al Frontului Renașterii Naționale (1935) și Membru în Directoratul Frontului Renașterii Naționale (1939).

## Contribuții aduse învățământului agronomic și agronomiei sociale

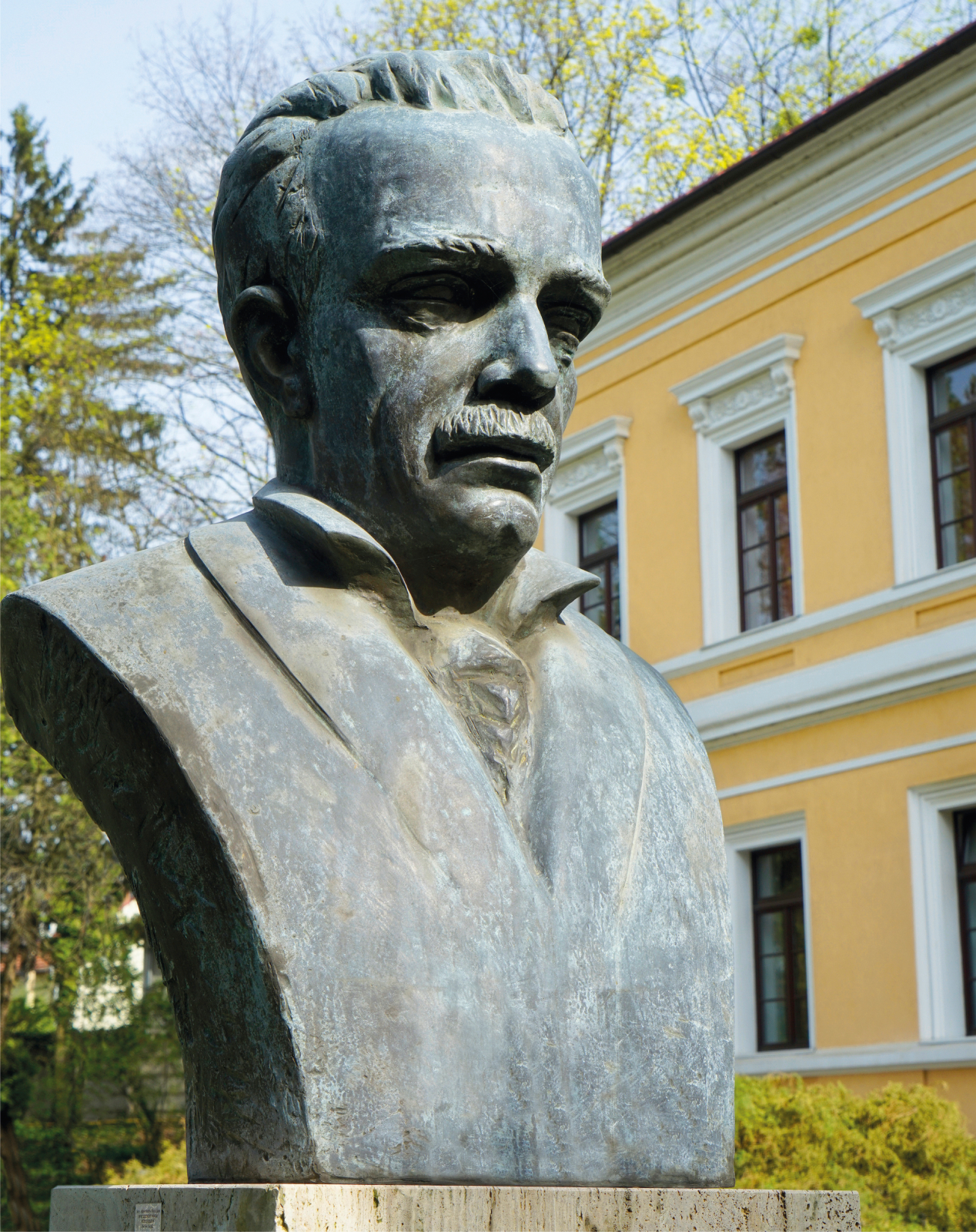
Bustul lui Mihai Șerban, din fața rectoratului USAMV Cluj-Napoca

Mihai Șerban a fost o personalitate de seamă a mediului academic clujean, înalt demnitar al statului român, cu studii atât economice cât și agronomice, și un militant activ pentru dezvoltarea învățământului agronomic clujean și național, atât din calitatea sa de rector al Academiei de Agricultură din Cluj, cât și din aceea de demnitar. A ridicat învățământului agronomic din România la nivel universitar, similar cu sistemul educațional agricol european.   Mihai Șerban a susținut interdisciplinaritatea în învățământ, pledând pentru îmbinarea studiului mai multor științe care au ca obiect de studiu ruralul - economia, agronomia și sociologia.

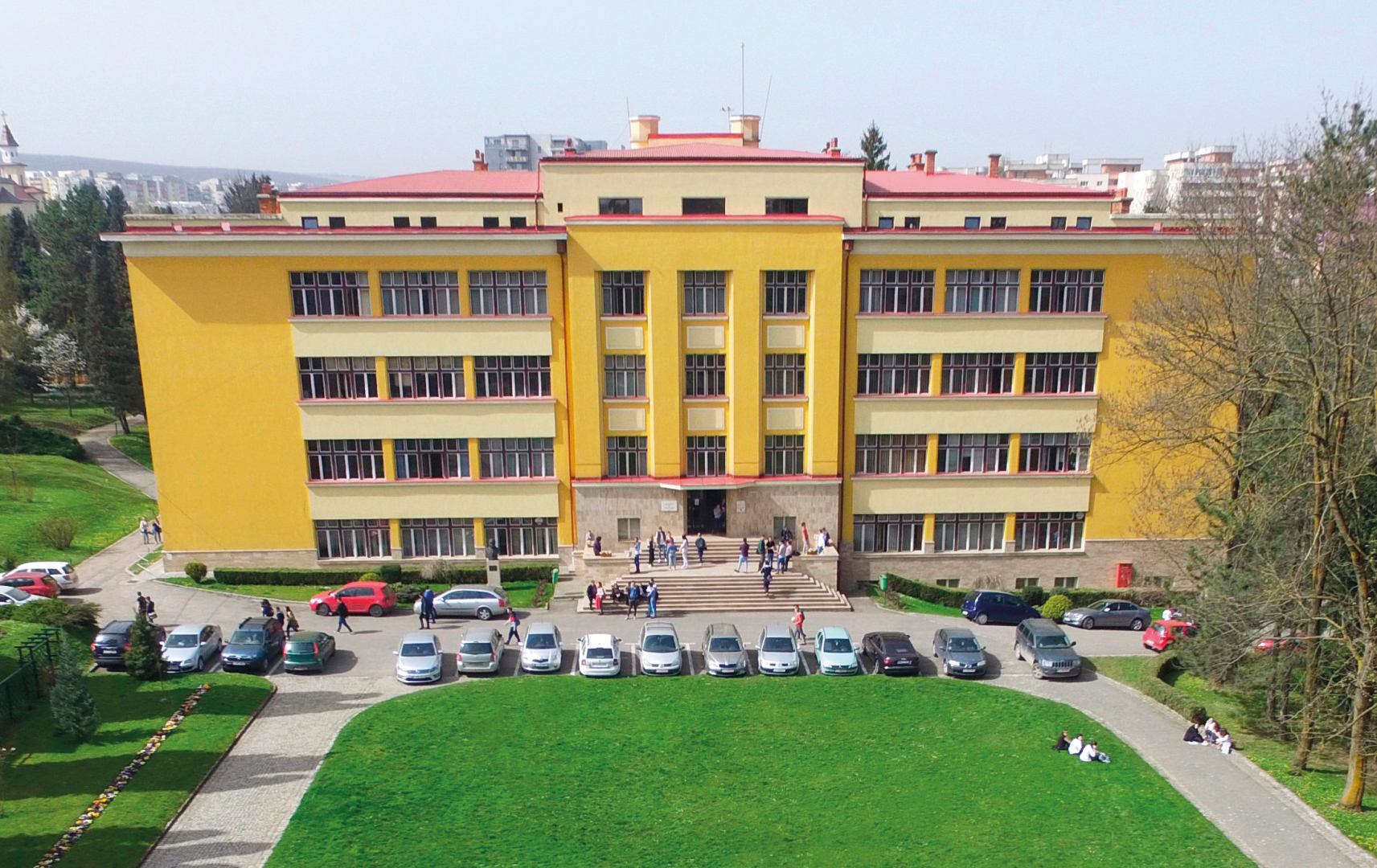
Clădirea Aulei „Mihai Șerban” – USAMV Cluj-Napoca

Mihai Șerban a pledat pentru dezvoltarea agronomiei sociale, pe care a definut-o ca o știință care „are la bază concepția că agricultura nu este un scop în sine, ci un mijloc pentru ridicarea materială și culturală a populației în general și a populației agricole în special”. El a subliniat permanent că „agronomia socială trebuie să urmărească creșterea unei generații mai sănătoase, educarea unei generații într-un spirit mai practic, mai corespunzător situației agrar-sociale, a timpurilor prin care trecem. Trebuie să avem agricultori mai instruiți și mai experimentați, cooperatori mai capabili de autoconducere tehnică și economică”.
Aula Universității de Științe Agricole și Medicină Veterinară din Cluj îi poartă numele, iar intrarea în clădirea rectoratului este străjuită de un bust al său.

## Alte contribuții
Împreună cu familia sa, prof. univ. Mihai Șerban este considerat ctitorul primei biserici românești din Băile Tușnad. La 9 octombrie 1938 ministrul Mihai Șerban a donat bisericii suma de 10000 lei în memoria strămoșilor săi, cu scopul de a ajutora săracii. Mihai Șerban între anii 1937-1940 a fost președintele Societății Balneare Băile Tușnad, aducându-și contribuția la dezvoltarea stațiunii. Legăturile sale cu această localitate țin de relația strânsă cu socrul său, Iosif Blaga (1864-1937), președintele Societății Balneare Tușnad, căruia i-a și succedat în această funcție. Printr-un ordin din 1937 al Ministrului de Interne inițiat de Mihai Șerban, stațiunea Băile Tușnad devine localitate separată, despărțită administrativ de comuna Tușnad de care aparținea până atunci.

## Familie
Mihai Șerban a fost însurat cu Mărioara (născută Blaga), cu care a avut trei copii: Alexandru, Mihai (1921-1997) și Constantin, toții fiind ingineri constructori. Fiul său, Mihai, a fost un biolog renumit, care și-a început cariera ca asistent al lui Emil Racoviță. Alexandru Șerban, a fost primul primar postcomunist al Clujului, în 1990.
Mihai Șerban a murit la 30 aprilie 1947. Apropiații săi au povestit că sfârșitul i-a fost grăbit de amărăciunea falsificării alegerilor din 1946, când  a fost instaurat regimul comunist, condus de Partidul Muncitoresc Român. Funeraliile au fost oficiate de episcopul ortodox Nicolae Colan, iar episcopul greco-catolic Iuliu Hossu a asistat la slujbă în picioare, în semn de respect. Mihai Șerban a fost înmormântat în cripta familiei din Cimitirul Central Hajongard din Cluj. Fiul sau Constantin a organizat transferul de la cimitirul Central din Cluj in mormintul din curtea bisericii ortodoxe "Adormirea Maicii Domnului" din Tușnad, in calitatea sa de ctitor.

## Principalele lucrări publicate
Printre lucrările publicate mai importante se numără:
- Problemele noastre social-agrare, studii în domeniul politicii economice și sociale (1914);
- Noile îngrășăminte azotoase (București, 1914);
- Tendințe de evoluție ale clasei țărănești (1921);
- Les consequences de la reforme agraire sur l'etat social et economique de la Roumanie (1929);
- Le role de la cooperation dans l'organisation de la petite propriété et dans l'organisation de la production (1929);
- Criza generală agricolă și situația agrară în România (1930);
- Organizarea Camerelor de agricultură (1930);
- Suprapopulația agricolă (1933);
- Organizarea învățământului agronomic superior (1937);
- Introducere la studiul agronomiei sociale (1939);
- Introducere în studiul agronomiei sociale (1940);
- Potențialul de afirmarea statului nostru agrar (1944).